# Trimma rubromaculatus
Gobie rouge
Espèce
Synonymes
- Trimma rubromaculatum 
Allen & Munday, 1995 - non valide

Trimma rubromaculatus, appelé communément Gobie rouge, est un poisson de la famille des
Gobiidae. C'est l'un des rares gobies nains élevés en aquarium.

## Distribution
Cette espèce se rencontre dans les récifs coralliens de Nouvelle-Guinée, entre 22 et 50 m de profondeur.

## Description
Trimma rubromaculatus mesure environ 35 mm pour les mâles, les femelles étant plus petites. Son corps est blanc translucide avec de nombreuses taches rouge écarlate. On observe notamment une tache allongée descendant de la nageoire pectorale à la base de la nageoire caudale, en suivant la ligne latérale facilement repérable. Comme tous les gobies, ce poisson nain possède deux nageoires dorsales, et ses deux nageoires pelviennes se sont soudées pour former une ventouse. L'œil est rouge orangé, avec une pupille noire.

## Régime alimentaire
Le gobie rouge se nourrit de zooplancton.

## Élevage en aquarium
En aquarium, il vaut mieux élever ce gobie en groupe de trois à dix individus, dans un bac récifal de 30 litres minimum. Des cachettes seront aménagées dans les pierres vivantes. Il accepte tous les aliments carnés, du moment qu'ils sont assez petits pour être avalés.

### Compatibilité
Trimma rubromaculatus est un petit poisson, il est donc logique de ne pas le faire cohabiter avec des prédateurs, petits ou non. Il ne détériore ni ne mange aucun invertébré d'aquarium.

### Reproduction
Aucune reproduction en aquarium n'a été recensée.

## Publication originale
- Allen, G.R. & P. Munday 1995 : Description of four new Gobies (Gobiidae) from the Western Pacific Ocean. Revue française d'Aquariologie, vol. 22, n. 3-4, p. 99-104.